# Claude de Saint-Georges

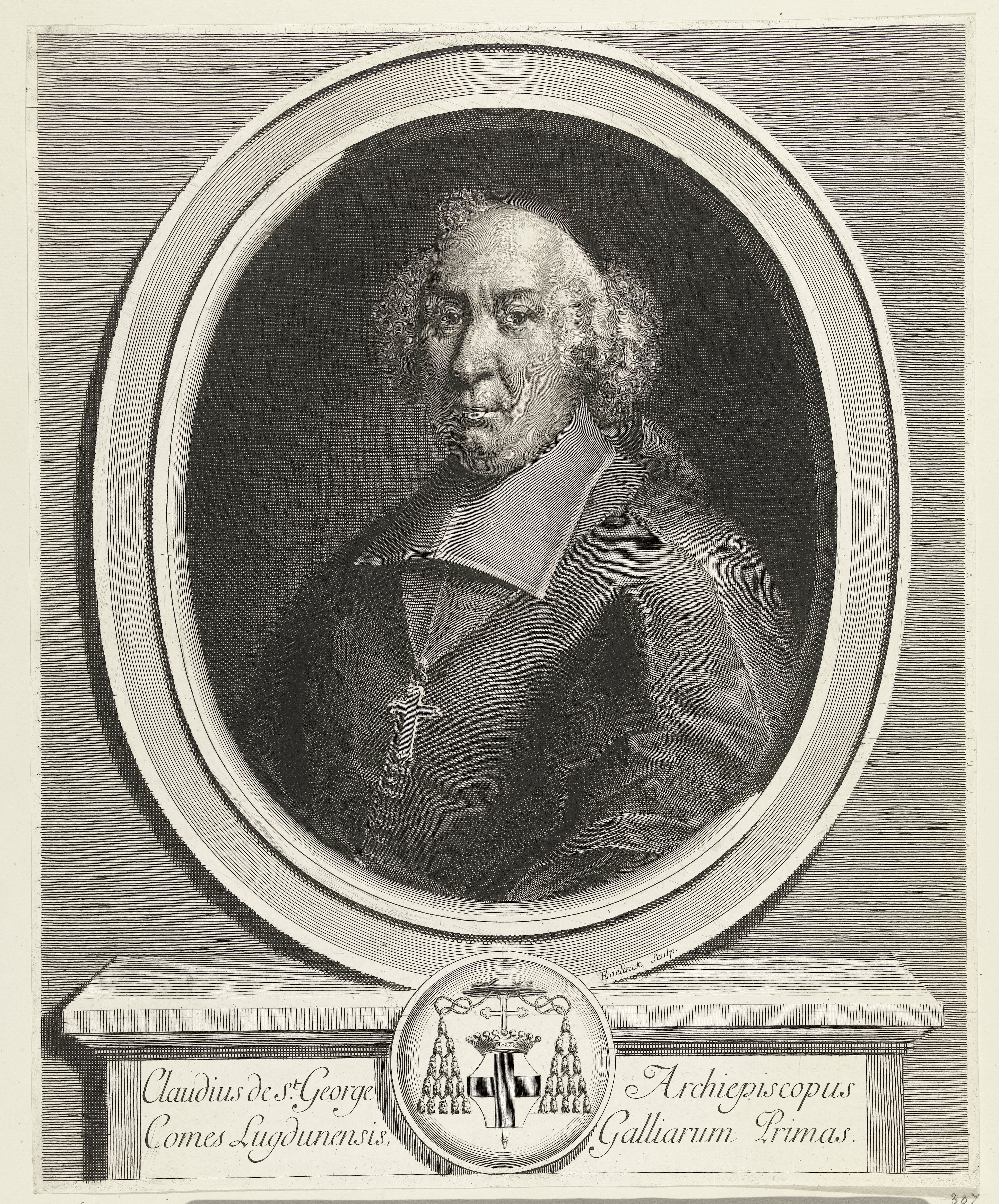
Aartsbisschop de Saint-Georges

Claude de Saint-Georges (Montceaux-l'Étoile, 1634 – Lyon, 9 juni 1714) was een Frans prelaat die met enige moeite een bisschopsbenoeming vastkreeg: deze van aartsbisschop van Lyon (1693-1714). In deze hoedanigheid was hij primaat van Gallië.

## Levensloop
De Saint-Georges werd geboren op het kasteel van Montceaux-l’Etoile, in het koninkrijk Frankrijk. Hij was een telg uit de adellijke familie de Vérac in de Limousin. In 1650 werd hij benoemd tot kanunnik van de kathedraal van Saint-Jean, een titel die officieel kanunnik-graaf heette. Hij studeerde vrije kunsten (1655) en werd theoloog in 1660. Jaren later behaalde hij het priesterschap (1671) en een doctoraat in de theologie (1673).
Nadien was de Saint-Georges kandidaat-bisschop voor het bisdom Mâcon (1682-1684) doch hij werd niet benoemd omwille van een ruzie tussen paus Innocentius XI en koning Lodewijk XIV. Deze laatste had de Gallicaanse artikelen afgekondigd (1682). Ook later geraakte de Saint-Georges niet benoemd: zo was hij kandidaat-bisschop van Clermont (1684-1687) en kandidaat-aartsbisschop van Tours (1687-1693). In de beide bisdommen was de Saint-Georges verschillende jaren de bestuurder. Hij publiceerde in Keulen Le Bouclier de la France (1691) en Esprit de Gerson (1691).
In oktober 1693 verkreeg hij de benoeming tot aartsbisschop van Lyon en primaat van Gallië. Hij werd een maand later tot bisschop gewijd in november 1693. Tot zijn dood in 1714 bleef hij in functie.
- Bibliothèque nationale de France: cb10724787k (data)
- Gemeinsame Normdatei: 1019762535
- International Standard Name Identifier: 0000 0000 4513 2366
- Library of Congress Control Number: nr89015399
- Système universitaire de documentation: 092386709
- Virtual International Authority File: 39223206
- WorldCat: E39PBJrkYFX4gqcq7MQf3gPRKd